# B’utz Aj Sak Chiik
B’utz Aj Sak Chiik znany też jako Manik (ur. 14 listopada 459, zm. prawdopodobnie w 501 roku) – majański władca miasta Palenque i następca Caspera. Panował w latach 487–501. Prawdopodobnie był starszym bratem Ahkal Mo’ Nahba I, który po jego śmierci objął władzę.
Istnieją zaledwie dwie wzmianki odnoszące się do trzeciego władcy Palenque. Inskrypcja ze Świątyni Krzyża podaje, że B’utz Aj Sak Chiik urodził się 14 listopada 459 roku (9.1.4.5.0 12 Ahaw 13 Sak według długiej rachuby) i wstąpił na tron 28 lipca 487 roku (9.2.12.6.18 3 Etz’nab 11 Xul). Nie wiadomo, czy łączyły go jakieś więzy krwi z poprzednim władcą Casperem.
W 1993 roku meksykańscy archeolodzy badający tzw. Świątynię XVII w Palenque natrafili na inskrypcję, na której widniał rok 490. Najczęściej interpretuje się to jako upamiętnienie poświęcenia lub założenia miasta Lakamha-Palenque przez B’utz Aj Sak Chiika. Tekst zawiera także wzmiankę o tym, że został on nazwany „protagonistą przejścia”, razem ze swoim następcą i prawdopodobnie bratem Ahkal Mo’ Nahbem I. Wcześniej dwór władców Palenque znajdował się w bliżej niezidentyfikowanym miejscu zwanym Toktahn. Dwaj poprzedni władcy Palenque nosili ponadto tytuł „króla Toktahn”. Badacze uważają, że tekst mówi o przeniesieniu w 490 roku siedziby władców z Toktahn do Lakamhy (Palenque). Nie wiadomo natomiast, czy Toktahn było niezależnym miejscem, czy znajdowało się na terenie Palenque. W drugim przypadku mogło leżeć ok. 1300 m od pałacu w Palenque w miejscu zwanym Escondido, jak uważają niektórzy archeolodzy.
Zmarł przypuszczalnie w wieku 42 lat, po 13 latach panowania.